# Año Internacional de la Vivienda para las Personas sin Hogar
1987 fue proclamado Año Internacional de la Vivienda para las Personas sin Hogar por la Asamblea General de las Naciones Unidas el 20 de diciembre de 1982 mediante la resolución 37/221. Esta iniciativa surgió como respuesta a la creciente preocupación por las condiciones precarias de vivienda que afectaban a millones de personas en todo el mundo, especialmente en los países en desarrollo. La Comisión de Asentamientos Humanos fue designada como el organismo intergubernamental encargado de coordinar las actividades relacionadas con este año, mientras que el Centro de las Naciones Unidas para los Asentamientos Humanos (HÁBITAT) actuó como su secretaría y principal coordinador de programas.
El objetivo central de esta designación era movilizar a la comunidad internacional para mejorar las viviendas y barriadas de los sectores más pobres y desfavorecidos, promoviendo un esfuerzo global que fortaleciera el desarrollo económico y social. También se buscó sentar las bases de políticas y estrategias nacionales dirigidas a erradicar la falta de vivienda y mejorar los asentamientos precarios para el año 2000.

## Actividades y alcance
Este año tuvo como meta no solo resaltar la magnitud del problema, sino también trazar un camino hacia soluciones sostenibles y efectivas. Para ello, se diseñó un enfoque en tres etapas. En los años previos a 1987, los gobiernos y organizaciones no gubernamentales fueron llamados a identificar y promover proyectos nacionales emblemáticos que demostraran maneras innovadoras de mejorar las condiciones de vivienda para los sectores más vulnerables. Estos esfuerzos buscaban también sensibilizar a la comunidad internacional sobre el papel fundamental de la vivienda en el desarrollo económico y social.
Durante el año 1987, los esfuerzos se centraron en desarrollar estrategias y políticas concretas que garantizaran mejoras tangibles en las viviendas y barrios de las personas más desfavorecidas. Los países participantes trabajaron en la planificación de soluciones que incluyeran el acceso a servicios básicos como agua potable, saneamiento y transporte accesible, además de promover materiales y técnicas de construcción económicas y sostenibles. El enfoque no se limitó a la construcción; también incluyó la generación de empleo en el sector de la construcción y el fortalecimiento de las comunidades a través de la capacitación y la educación.
Después de 1987, las actividades se proyectaron hacia el futuro, estableciendo un compromiso a largo plazo para implementar las estrategias desarrolladas durante el año conmemorativo. La colaboración internacional, tanto bilateral como multilateral, fue vista como esencial para garantizar que los avances en vivienda y asentamientos formaran parte integral de las políticas nacionales de desarrollo.
Con este enfoque, se buscó no solo paliar la falta de vivienda, sino también transformar la percepción global sobre la importancia de los asentamientos humanos dignos como cimiento del bienestar social y económico. Este esfuerzo coordinado dejó en claro que resolver el problema de la vivienda era una responsabilidad compartida que requería la participación activa de gobiernos, organizaciones internacionales y comunidades locales.